# Antonio de Trueba
Antonio Manuel María de Trueba y de la Quintana (Galdames, 24 de diciembre de 1819-Bilbao, 10 de marzo de 1889) fue un escritor español, conocido también como «Antón el de los Cantares». 

## Biografía
Nació el 24 de diciembre de 1819 en Montellano, en la localidad vizcaína de Galdames —perteneciente a la comarca de Las Encartaciones—  y su nombre completo era Antonio María de Trueba y de la Quintana. Hijo de campesinos muy pobres, su vocación literaria se despertó con los romances de ciego que le traía su padre cuando venía de visitar una feria. Tuvo que abandonar pronto la escuela para trabajar la tierra y en las minas de Las Encartaciones. Cuando contaba quince años (1834) marchó a Madrid para evitar la primera Guerra Carlista; allí se empleó en la ferretería de un tío suyo y se instruye de forma autodidacta leyendo autores románticos españoles.

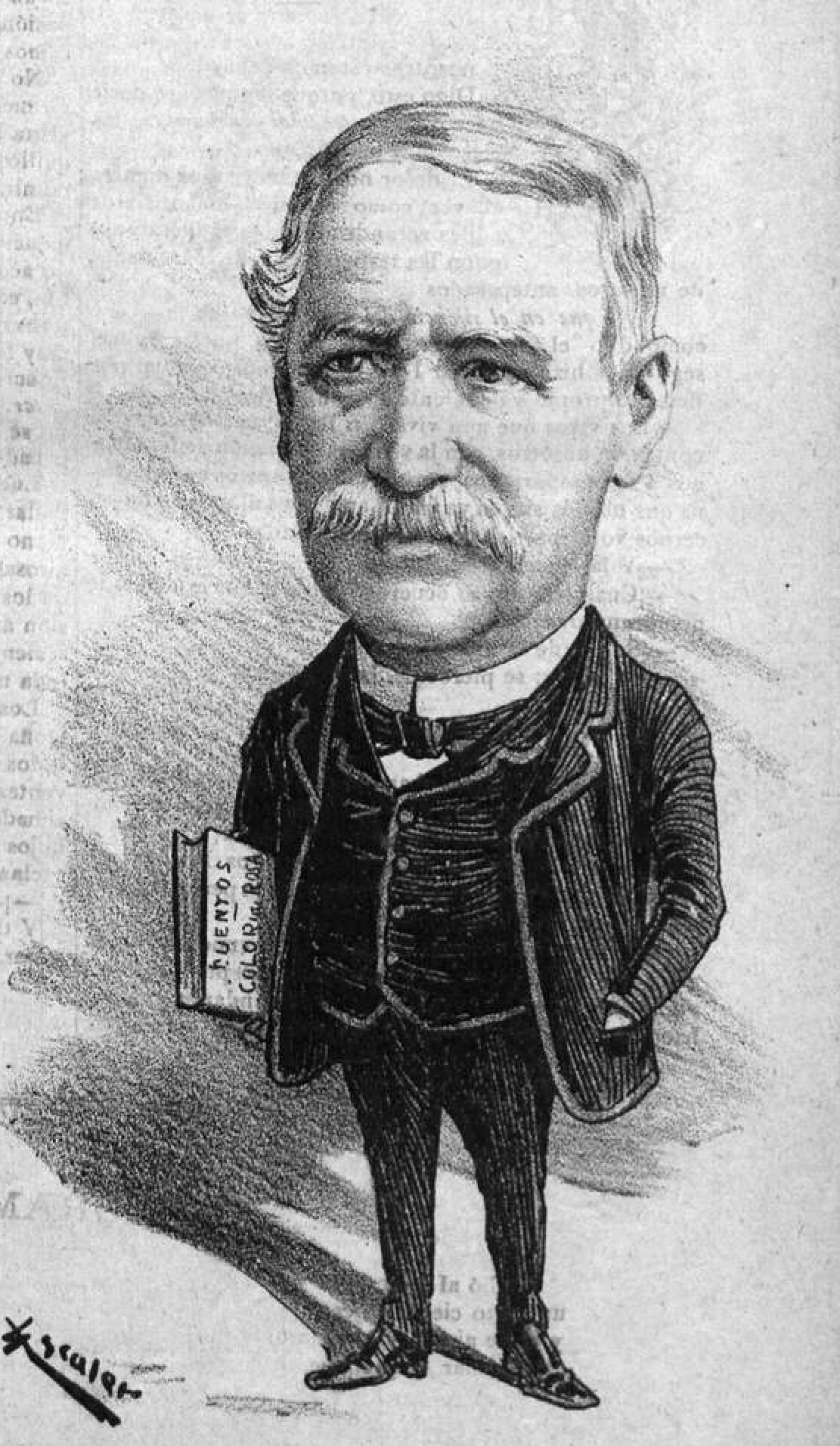
Caricaturizado por Escaler (La Semana Cómica, 22 de marzo de 1889)

En 1845 consiguió un puesto burocrático en el Ayuntamiento de Madrid y con ello logra más tiempo libre para consagrarse a la literatura. En 1851 publicó su primer título, El libro de los cantares, versos de tema variopinto que le dieron ya algún renombre; al mismo tiempo, colabora con poemas, artículos y cuentos en La Correspondencia de España, El Museo Universal, Correo de la Moda y La Ilustración Española y Americana. 
Prestó atención a la literatura infantil, colaborando en las publicaciones infantiles de la época y elaboró incluso un libro de villancicos, ¡Tin tin tin!. A continuación vinieron Cuentos populares (1853), Cuentos de color de rosa (1859) con una segunda edición a cargo de la reina Isabel II, Las hijas del Cid (1859) y Cuentos campesinos (1860), entre otras muchas obras. 
En 1862 fue proclamado por las Juntas Generales de Vizcaya cronista y archivero del Señorío de Vizcaya y se trasladó a Bilbao para desempeñar esas funciones, pese a reconocer su precaria formación histórica. Allí se ocupó de recopilar información para escribir «una modesta historia general de Vizcaya» que los disturbios políticos posteriores le impidieron concluir. De este período son Capítulos de un libro, sentidos y pensados viajando por las Provincias Vascongadas (1864), Defensa de un muerto atacado (los Fueros) por el Exmo. Sr. D. Manuel Sánchez Silva (1865), La paloma y los halcones (novela histórica sobre las guerras de bandos, 1865), Cuentos de varios colores (1866), El libro al las montañas (1867), Resumen descriptivo e histórico del M. N. y M. L. Señorío de Vizcaya (1872) etc. 
Tras el paréntesis de la tercera guerra carlista, durante la cual debió marchar a Madrid (1873) acusado de una supuesta simpatía hacia el carlismo, volvió a Bilbao donde fue rehabilitado y nombrado padre de la provincia (1876) y desarrolló una gran actividad; fundó la sección literaria del diario «[fuerista] intransigente» El Noticiero Bilbaíno, que más tarde dirigiría, y publicó buen número de obras sobre didáctica, genealogía, literatura, historia y leyendas. 
En Madrid publicó Mari Santa, cuadros de un hogar y, sus contornos, Narraciones populares, Cuentos de hogar, El redentor moderno. Murió en Bilbao el 10 de marzo de 1889. Con los fondos recaudados entre los vascos de América y de Vizcaya se le costeó un monumento realizado por Mariano Benlliure, que fue inaugurado en 1895 en los Jardines de Albia de Bilbao. Siguieron publicándose algunas obras póstumas. La mayor parte de sus escritos se recogió en Obras, Madrid, A. Romero. 1905-1914, 10 vols.

## Literatura

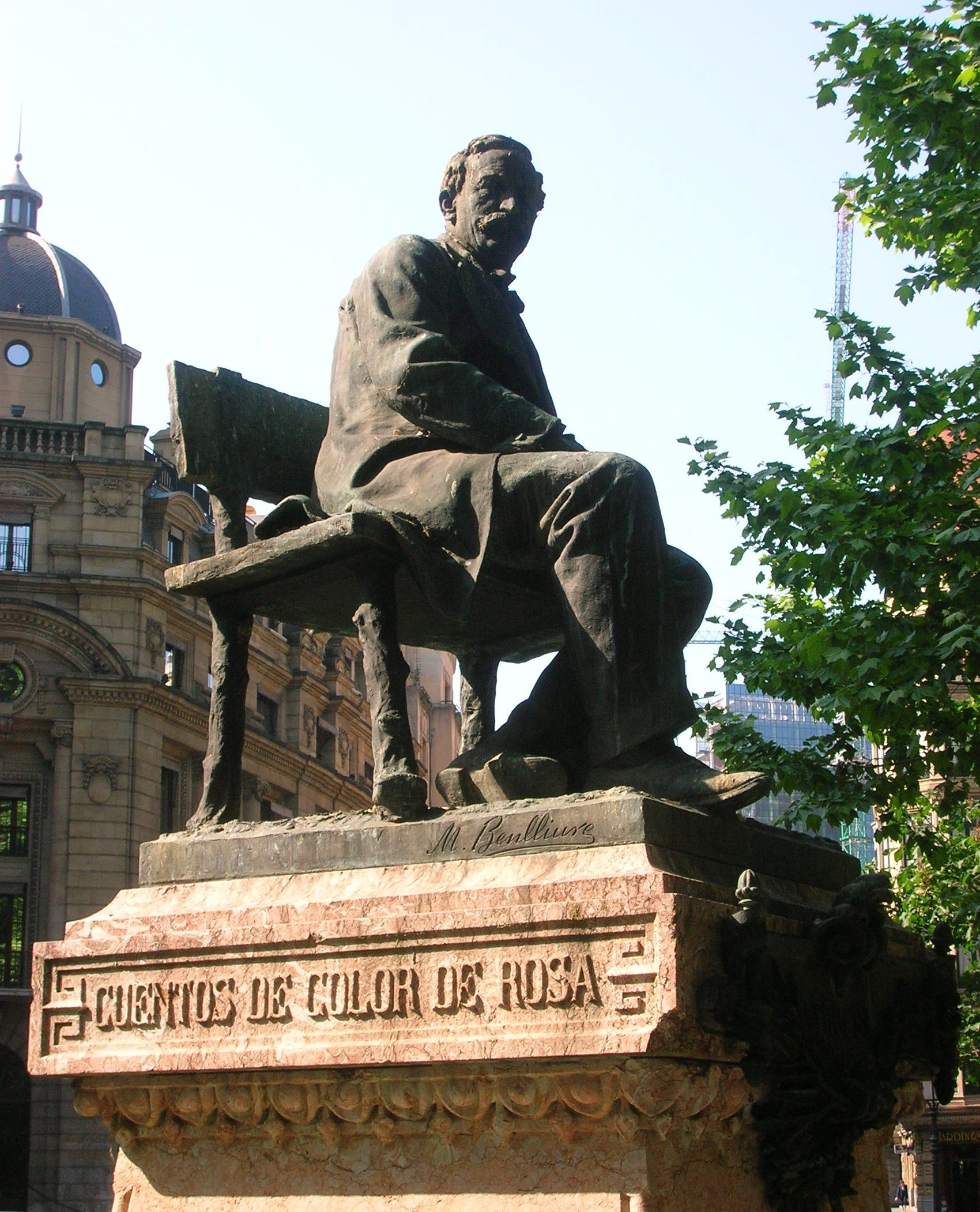
Monumento a Trueba en los Jardines de Albia de Bilbao, por Mariano Benlliure.

La producción de Trueba es amplia y abarca desde la lírica Libro de Cantares (1852), hasta la novela histórica Paloma y halcones (1865) y la novela costumbrista (El gabán y la chaqueta (1872), pero destacó sobre todo en la narrativa corta cuando refleja la vida rural de Castilla y País Vasco de la época, escenarios habituales de sus historias. Destacan leyendas como La azotaina, tradición del siglo XVI, o La novia de piedra en que la crueldad de Marichu causa la muerte de su amado. Se estima que su mejor colección de narraciones es Cuentos populares (1853).
En su obra reflejó tradiciones y costumbres campesinas que, como consecuencia del impacto de la creciente Revolución industrial, estaban desapareciendo de una España hasta entonces fundamentalmente agraria y rural. Asimismo, reivindicó la cosmovisión y los valores asociados a esa forma de vida patriarcal que empezaba a periclitar, de una forma candorosa e idealizada. Miguel de Unamuno, a quien había rechazado la publicación de un cuento en El Noticiero Bilbaíno por no estar escrito para todo el mundo, le dedicó una semblanza elogiando al hombre que siempre se propuso escribir para todo el mundo: «Aspiraba a arrancar lágrimas dulces o franca risa a los sencillos y humildes, a los limpios de corazón, apiñados en torno al hogar para leerle [...] Los críticos y literatos pondrán otros nombres sobre el suyo; pero el pueblo, ignorante de ellos, repite los cantares de Trueba, y el eco de su voz arranca lágrimas a los sencillos, y a los fuertes también, en horas de abatimiento». Para la Enciclopedia Auñamendi, «adolece de falta de garra y excesiva simpleza en cuanto a los personajes; el vuelo rasante desarbola sus novelas, que resultan fallidas. Incluso sus cuentos (su género óptimo), aunque bien escritos y aparentemente recogidos en su tierra, sólo tienen que ver con ella en detalles accesorios como romerías, paisajes, topografía, anécdotas, etc.» Para ello se inspiró en la literatura colectiva popular, que consideraba dotada de unos valores estéticos superiores fundados en la autoridad del pueblo para determinar lo que es arte y lo que no. Por todo ello suele agruparse con autores como Francisco Navarro Villoslada (1818-1895), José Selgas (1822-1882), Vicente Barrantes, José María de Pereda y Fernán Caballero.

## Obras
- Obras. Madrid: A. Romero. 1905-1914 (10 vols.). (Comprende: I. El libro de los cantares. Canciones primaverales, 1907; II. El libro de las montañas. Arte de hacer versos... 1909: III. El libro de los recuerdos. Fábulas de la educación, 1910; IV. Cuentos de Color de Rosa, 1914; V. Cuentos campesinos; VI. Cuentos populares; VII. Cuentos de vivos y muertos, 1909; VIII. Cuentos del hogar, 1905; IX. Cuentos populares de Vizcaya, 1905) X. Cuentos populares de Vizcaya.
- Cuentos y cantares. Selección y estudio previo del P. Alfonso M. Escudero. Madrid: Aguilar, 1959 (502 pp.).

### Poesía
- El libro de los cantares (1852).
- El libro de las montañas (1867).

### Narrativa extensa
- El Señor de Bortedo (1849), novela histórica.
- El Cid Campeador (1851), novela histórica.
- Las hijas del Cid (1859), novela histórica.
- La paloma y los halcones, (1865), novela histórica.
- El gabán y la chaqueta (1872), novela costumbrista.

### Narrativa corta
- Cuentos populares (1853)
- Cuentos de color de rosa (1859)
- Cuentos campesinos (1860)
- Capítulos de un libro, sentidos y pensados viajando por las Provincias Vascongadas (1864)
- Cuentos de varios colores (1866)
- Narraciones populares. Madrid: A. Jubera (1874)
- Cuentos del hogar. Madrid: M. Guijarro (1876)
- El redentor moderno. Madrid: M. Guijarro (1876)
- Cuentos de madres e hijos. Barcelona: A. Bastinos, (1878)
- El molinerillo (1871)
- Cuentos de vivos y muertos. Madrid: A. Romero, 1909.
- El cura de Paracuellos y otras narraciones populares. Escogidas y anotadas por Theodor Heinermann... con la colaboración de Amado Alonso. Frankfurt am Main, 1924
- Cuentos escogidos. Selección. Dibujos de Enrique Castillo. Madrid: A. Fontana, 1927.
- Cuentos populares vizcaínos, Barakaldo, Ediciones de Librería San Antonio, 2000.

### Otras obras
- Bosquejo de la organización social de Vizcaya (1870).
- Resumen descriptivo e histórico del M. N. y M. L. Señorío de Vizcaya (1872).
- Mari-Santa : Cuadros de un hogar y sus contornos (1874).
- Exposición dirigida a las Cortes de la Nación por las Diputaciones de las Provincias Vascongadas en 16 de junio de 1876. Madrid: Infante, 1876
- Historia de dos almas, una negra y otra blanca. Madrid: A. de Carlos, 1876
- Curiosidades histórico-literarias de Vizcaya. Bilbao, 1878
- Arte de hacer versos al alcance de todo el que sepa leer. Barcelona: J. A. Bastinos, 1881
- De flor en flor. Bilbao: Delmas, 1882
- El libro de los recuerdos. Madrid (1898?)
- Cielo con nubecillas, recuerdos de la vida rural y familiar de Vizcaya
- La familia cristiana (1871-1872).
- Defensa de un muerto atacado (los Fueros) por el Exmo. Sr. D. Manuel Sánchez Silva (1865).